# Zlabia

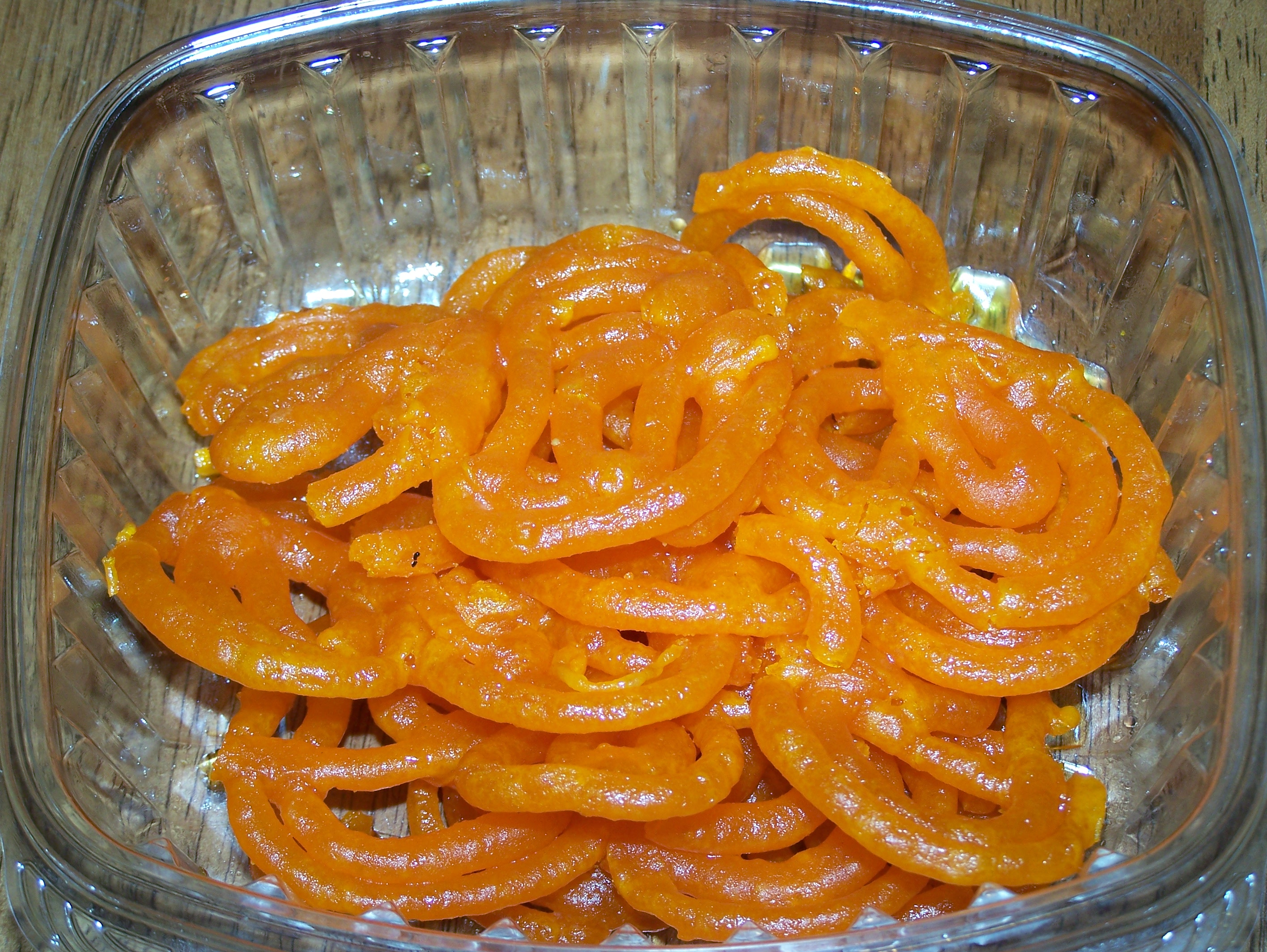
Zlabia en un plat

La zlabia, zlebia o zalabia (de l'àrab: زلابية, zalābiyya) és un dolç de la cuina oriental d'origen molt antic.

## Descripció
Es tracta d'un pastisset de massa lleugera, amb forma d'espiral o de bretzel, fregit i banyat en un xarop aromatitzant. Normalment és d'un color que va del groc al taronja fosc. És lleugerament cruixent i molt dolç i tant es pot menjar fred com calent.
Els ingredients típics de la massa són farina de blat refinada, rent i iogurt. Normalment s'aromatitza amb cardamom, safrà i aigua de roses.

## Variants
Al Magrib la zlabia es prepara sobretot a Algèria, on n'hi ha una variant especial a Boufarik, però aquest dolç és comú també al Marroc i a Tunísia, on la versió local de la ciutat de Béja es coneix amb el nom de mkharek. És especialment popular durant el mes del ramadà, encara que normalment aquests dolços es troben tot l'any. Era també un dolç molt apreciat per la població jueva que va ser expulsada d'Algèria, que actualment té un lloc web amb aquest nom.

Més a l'est, també se'n troba a l'Iran, on rep el nom de zulbía, i a l'Índia i el Pakistan, on es coneix com a jalebi o zalebi (urdú: جلیبی; hindi: जलेबी) i com a jilapi (bengalí: জিলাপী).

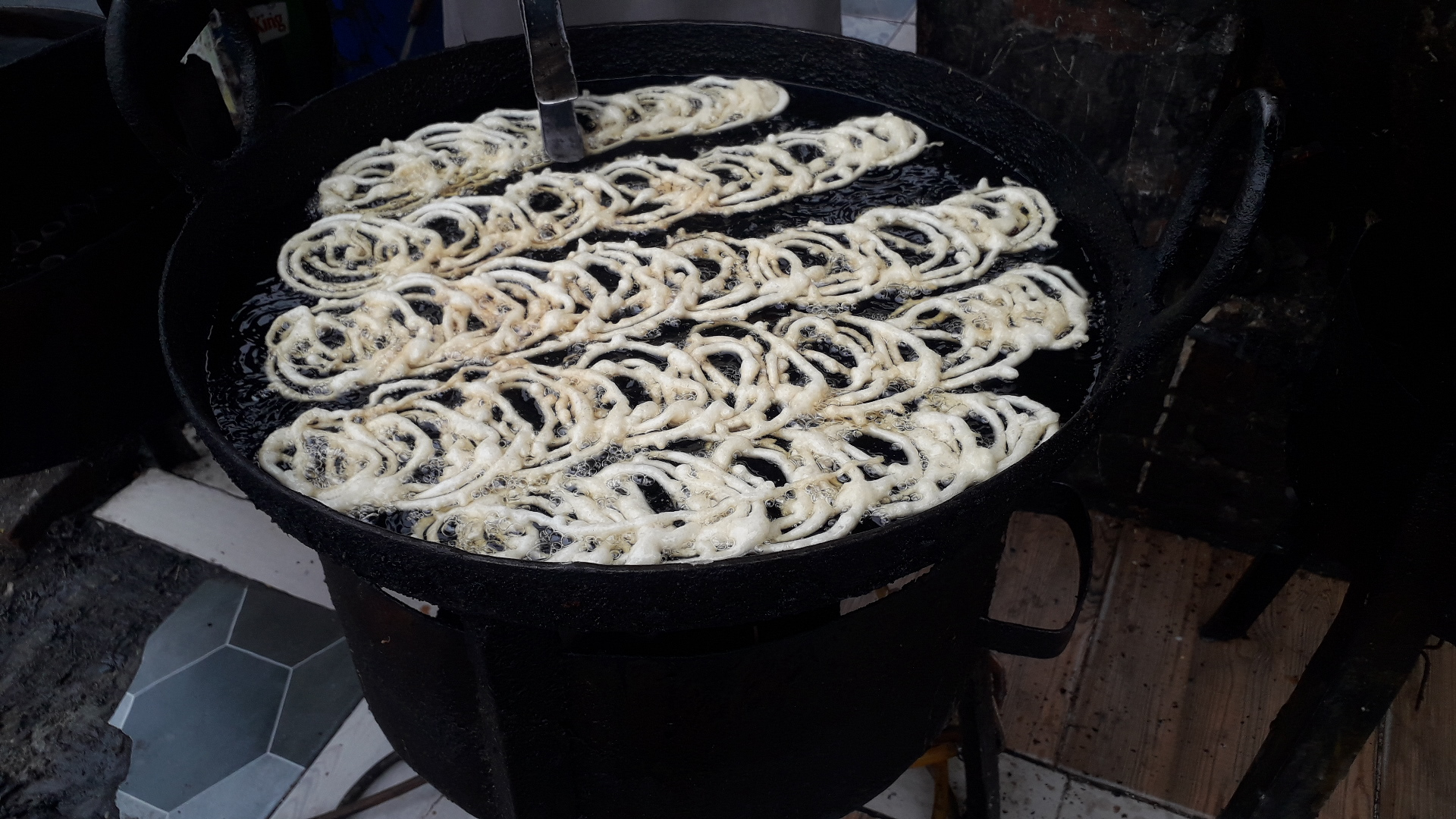
El jaleebi és un menjar antic i tradicional al Pakistan. La gent en gaudeix en festes religioses i en casaments.